# Viscardo Carton
Pour les articles homonymes, voir Carton.
Viscardo Carton, né le 5 novembre 1867 à Vérone, est un peintre italien.

## Biographie
Viscardo Carton est né le 5 novembre 1867 à Vérone.
Élève de Napoleone Nani (en) à l'académie de Vérone et de Luigi Cavenaghi à Milan, il peint des retables et des fresques pour des églises et des maisons privées.